# 2013年巴基斯坦總統選舉
2013年巴基斯坦總統選舉是指巴基斯坦於2013年7月30日所舉辦的第十二任巴基斯坦總統選舉，由於現任總統阿西夫·阿里·扎爾達里將會在2013年9月8日結束任期，因此依照《巴基斯坦憲法》第41條的要求必須在8月8日之前舉行總統選舉。在現任巴基斯坦總統扎爾達里已經表態不願意繼任後，由巴基斯坦参议院、國民議會和各個省份議會成員組成選舉人團便負責選出新任巴基斯坦總統，不過巴基斯坦人民黨以及相關政治聯盟曾發起活動抵制總統選舉。之後參與2013年巴基斯坦總統選舉的候選人分別為由巴基斯坦穆斯林聯盟（謝里夫派）提名的馬姆努恩·海珊，以及由巴基斯坦正義運動黨提名的瓦吉胡丁·艾哈邁德。最終由出生於阿格拉的馬姆努恩·海珊以432票當選成為新任巴基斯坦總統，而一些新聞媒體則認為此次選舉成功達成了歷史性的民主權力過渡階段。